# Kamiennik (Garb Dzikowca)
 Kamiennik (niem. Steinberg, 560 m n.p.m.) –  wzniesienie w południowo-zachodniej Polsce, w Sudetach Środkowych, w Górach Sowich, w paśmie Garb Dzikowca.
Wzniesienie położone jest w północno-zachodniej części Garbu Dzikowca, mikroregionu Gór Sowich, około 3 km na północny wschód od centrum Nowej Rudy. Na północy leży wieś Wolibórz, na południowy wschodzie Dzikowiec a na południowy zachodzie przysiółek Nowy Dzikowiec. Pod szczytem leżą rozproszone, ostatnie jeszcze istniejące zabudowania kolonii Dzikowiec i Jasionów.
Kopulaste wzniesienie o podkreślonych dość stromych zboczach i płaską powierzchnią wierzchołkową, z mało widocznym szczytem, który minimalnie wznosi się ponad otoczenie.
Szczyt tworzą osadowe skały karbońskie, zaliczane do warstw wałbrzyskich i białokamieńskich: zlepieńce i piaskowce oraz argility i łupki ogniotrwałe, należących do północno-wschodniego skrzydła niecki śródsudeckiej, a także gabra masywu Nowej Rudy. Wznosi się nad doliną potoku Woliborka, w kierunku której opada stromym, zachodnim zboczem. Stanowi kulminację wąskiego, początkowego grzbietu Garbu Dzikowca, ciągnącego się na południowy wschód od potoku Woliborki przez Przykrzec do potoku Czerwionek.
Wierzchołek i zbocza porastają lasy mieszane.